# Lijst van voetbalinterlands Jordanië - Verenigde Arabische Emiraten
Deze lijst van voetbalinterlands is een overzicht van alle officiële voetbalwedstrijden tussen de nationale teams van Jordanië en de Verenigde Arabische Emiraten. De landen hebben tot op heden vijftien keer tegen elkaar gespeeld. De eerste ontmoeting, een vriendschappelijke wedstrijd, vond plaats in Abu Dhabi op 6 februari 1980. Het laatste duel, eveneens een vriendschappelijke wedstrijd, werd gespeeld op 24 mei 2021 in Dubai.

## Wedstrijden
| №  | Plaats     | Datum            | Competitie                 | Wedstrijd                               | Uitslag |
| -- | ---------- | ---------------- | -------------------------- | --------------------------------------- | ------- |
| 1  | Abu Dhabi  | 6 februari 1980  | Vriendschappelijk          | Verenigde Arabische Emiraten − Jordanië | 3 − 1   |
| 2  | Sharjah    | 17 november 1988 | Vriendschappelijk          | Verenigde Arabische Emiraten − Jordanië | 2 − 1   |
| 3  | Dubai      | 20 november 1988 | Vriendschappelijk          | Verenigde Arabische Emiraten − Jordanië | 3 − 2   |
| 4  | Al Ain     | 26 oktober 1993  | Vriendschappelijk          | Verenigde Arabische Emiraten − Jordanië | 2 − 1   |
| 5  | Al Ain     | 28 oktober 1993  | Vriendschappelijk          | Verenigde Arabische Emiraten − Jordanië | 0 − 2   |
| 6  | Riffa      | 8 april 1997     | WK 1998 kwalificatie       | Jordanië − Verenigde Arabische Emiraten | 0 − 0   |
| 7  | Sharjah    | 26 april 1997    | WK 1998 kwalificatie       | Verenigde Arabische Emiraten − Jordanië | 2 − 0   |
| 8  | Beijing    | 27 juli 2004     | Azië Cup 2004              | Jordanië − Verenigde Arabische Emiraten | 0 − 0   |
| 9  | Abu Dhabi  | 11 november 2004 | Vriendschappelijk          | Verenigde Arabische Emiraten − Jordanië | 4 − 0   |
| 10 | Amman      | 26 augustus 2006 | Azië Cup 2007 kwalificatie | Jordanië − Verenigde Arabische Emiraten | 1 − 2   |
| 11 | Dubai      | 6 september 2006 | Azië Cup 2007 kwalificatie | Verenigde Arabische Emiraten − Jordanië | 0 − 0   |
| 12 | Dubai      | 14 oktober 2009  | Vriendschappelijk          | Verenigde Arabische Emiraten − Jordanië | 3 − 1   |
| 13 | Gold Coast | 30 december 2014 | Vriendschappelijk          | Verenigde Arabische Emiraten − Jordanië | 1 − 0   |
| 14 | Bangkok    | 3 juni 2016      | Vriendschappelijk          | Verenigde Arabische Emiraten − Jordanië | 1 − 3   |
| 15 | Dubai      | 24 mei 2021      | Vriendschappelijk          | Jordanië − Verenigde Arabische Emiraten | 1 − 5   |

## Samenvatting
| Competitie            | Totaal gespeeld | Winst Jordanië | Gelijk | Winst V.A.E. | Doelsaldo Jordanië – V.A.E. |
| --------------------- | --------------- | -------------- | ------ | ------------ | --------------------------- |
| WK-kwalificatie       | 2               | 0              | 1      | 1            | 0 − 2                       |
| Azië Cup              | 1               | 0              | 1      | 0            | 0 − 0                       |
| Azië Cup-kwalificatie | 2               | 0              | 1      | 1            | 1 − 2                       |
| Vriendschappelijk     | 10              | 2              | 0      | 8            | 12 − 24                     |
| Totaal                | 15              | 2              | 3      | 10           | 13 − 28                     |

JFA · A-internationals · Bondscoaches · Selecties · Jordaans vrouwenelftal · Olympisch elftal · Jordanië U20 · Jordanië U19 · Jordanië U18 · Jordanië U17
1953 – 1969 · 
1970 – 1979 · 
1980 – 1989 · 
1990 – 1999 · 
2000 – 2009 · 
2010 – 2019 ·
2020 − 2029
1953 · 
1954 · 1955 · 1956 · 
1957 · 
1958 · 1959 · 1960 · 1961 · 1962 · 
1963 · 
1964 · 
1965 · 
1966 · 
1967 · 1967 · 1969 · 1970 · 
1971 · 
1972 · 1973 · 
1974 · 
1975 · 
1976 · 
1977 · 1978 · 1979 · 1980 · 
1981 · 
1982 · 
1983 · 
1984 · 
1985 · 
1986 · 
1987 · 
1988 · 
1989 · 
1990 · 
1991 · 
1992 · 
1993 · 
1994 · 1995 · 
1996 · 
1997 · 
1998 · 
1999 · 
2000 · 
2001 · 
2002 · 
2003 · 
2004 · 
2005 · 
2006 · 
2007 · 
2008 · 
2009 · 
2010 · 
2011 · 
2012 · 
2013 · 
2014 ·
2015 ·
2016 ·
2017 ·
2018 ·
2019 ·
2020 ·
2021 ·
2022 ·
2023
Afghanistan ·
Albanië ·
Algerije ·
Armenië ·
Australië ·
Azerbeidzjan ·
Bahrein ·
Bangladesh ·
Bosnië en Herzegovina ·
Bulgarije ·
Cambodja ·
China ·
Colombia ·
Cyprus ·
Ecuador ·
Egypte ·
Estland ·
Filipijnen ·
Finland ·
Georgië ·
Haïti ·
Hongarije ·
Hongkong ·
India ·
Indonesië ·
Irak ·
Iran ·
Ivoorkust ·
Jamaica ·
Japan ·
Jemen ·
Kazachstan ·
Kenia ·
Kirgizië ·
Koeweit ·
Kosovo ·
Kroatië ·
Laos ·
Libanon ·
Libië ·
Litouwen ·
Maleisië ·
Malta ·
Marokko ·
Mauritanië ·
Moldavië ·
Nepal ·
Nieuw-Zeeland ·
Nigeria ·
Noord-Korea ·
Noorwegen ·
Oezbekistan ·
Oman ·
Pakistan ·
Palestina ·
Paraguay ·
Qatar ·
Saoedi-Arabië ·
Servië ·
Sierra Leone ·
Singapore ·
Slowakije ·
Soedan ·
Spanje ·
Sri Lanka ·
Syrië ·
Tadzjikistan ·
Taiwan ·
Thailand ·
Trinidad en Tobago ·
Tsjaad ·
Tunesië ·
Turkmenistan ·
Uruguay ·
Verenigde Arabische Emiraten ·
Vietnam ·
Wit-Rusland · 
Zambia ·
Zimbabwe ·
Zuid-Jemen ·
Zuid-Korea ·
Zuid-Soedan ·
Zweden
UAEFA · A-internationals · Bondscoaches · Statistieken · Olympisch elftal · Vrouwenelftal van de Verenigde Arabische Emiraten · VA Emiraten U21 · VA Emiraten U19 · VA Emiraten U17
1972 – 1979 ·
1980 – 1989 ·
1990 – 1999 ·
2000 – 2009 ·
2010 – 2019 ·
2020 − 2029
OS 2012
Algerije ·
Andorra ·
Angola ·
Argentinië ·
Armenië ·
Australië ·
Azerbeidzjan ·
Bahrein ·
Bangladesh ·
Benin ·
Bolivia ·
Brazilië ·
Brunei ·
Bulgarije ·
Chili ·
China ·
Colombia ·
Costa Rica ·
Denemarken ·
Dominicaanse Republiek ·
Duitsland ·
Egypte ·
Estland ·
Filipijnen ·
Finland ·
Gabon ·
Gambia ·
Georgië ·
Haïti ·
Honduras ·
Hongarije ·
Hongkong ·
IJsland ·
India ·
Indonesië ·
Irak ·
Iran ·
Japan ·
Jemen ·
Joegoslavië ·
Jordanië ·
Kazachstan ·
Kenia ·
Kirgizië ·
Koeweit ·
Laos ·
Libanon ·
Libië ·
Litouwen ·
Maleisië ·
Malta ·
Marokko ·
Mauritanië ·
Moldavië ·
Myanmar ·
Nepal ·
Nieuw-Zeeland ·
Noord-Korea ·
Noorwegen ·
Oekraïne ·
Oezbekistan ·
Oman ·
Oost-Timor ·
Pakistan ·
Palestina ·
Paraguay ·
Peru ·
Polen ·
Qatar ·
Roemenië ·
Rusland ·
Saoedi-Arabië ·
Senegal ·
Singapore ·
Slovenië ·
Slowakije ·
Soedan ·
Sri Lanka ·
Syrië ·
Tadzjikistan ·
Thailand ·
Togo ·
Trinidad en Tobago ·
Tsjechië ·
Tunesië ·
Turkmenistan ·
Uruguay ·
Venezuela ·
Vietnam ·
Wit-Rusland ·
Zuid-Afrika ·
Zuid-Korea ·
Zweden ·
Zwitserland